# Anomala olivieri
Anomala olivieri är en skalbaggsart som beskrevs av Sharp 1903. Anomala olivieri ingår i släktet Anomala och familjen Rutelidae. Inga underarter finns listade i Catalogue of Life.